# Leeds United AFC säsongen 2013/2014
Ligasäsongen 2013/2014 spelade Leeds United i Championship för fjärde säsongen i följd, vilket innebar att laget spelade i den andra divisionen av det engelska ligasystemet. Det var dessutom tionde året i följd som laget spelade utanför den högsta divisionen vilket var nytt bottenrekord för klubben. Den 1 juli meddelade klubben och de nya ägarna, GFH Capital, att Salah Nooruddin tog över ordförandeskapet efter Ken Bates som kort därefter lämnade klubben. Ny manager i klubben var Brian McDermott som dock fick lämna efter säsongens slut på grund av att lagets prestation under säsongen inte motsvarade klubbens förväntningar.
Leeds inledde säsongen med en 2-1-vinst i ligan mot Brighton följt av ytterligare en 2-1-vinst mot Chesterfield i ligacupens första omgång. Därefter spelade de sex matcher i följd utan förlust i liga och cup. I ligacupen blev laget utslaget i tredje omgången efter förlust mot Premier League-laget Newcastle. I FA-cupen blev laget utslaget redan i första matchen mot Rochdale från Football League Two. I ligan låg laget efter halva säsongen bland slutspelskandidaterna men tappade mot slutet av säsongen och hamnade på en slutlig femtonde plats i tabellen.
Vid sidan av fotbollen så dominerades säsongen av långdragna diskussioner och förhandlingar om ett nytt ägarbyte. Dessa började redan i november och i februari meddelade GFH Capital att de träffat ett avtal med Massimo Cellino, ägare av den italienska fotbollsklubben Cagliari Calcio, beträffande ett köp av 75% av aktiekapitalet. Den 24 mars meddelade ligaföreningen att Cellino inte uppfyllde dess krav för ägare, något som överklagades av Cellino i civil domstol och där Cellino fick rätt. I början av april meddelade slutligen ligaföreningen att Cellino uppfyllde kraven, därmed kunde affären slutföras och Cellino, genom sitt bolag Eleanora Sport, var ny majoritetsägare av klubben.
Klubbens pris till Årets spelare gick till Ross McCormack, han blev dessutom vald till Spelarnas val till Årets spelare medan priset som Årets unge spelare gick till Alex Mowatt. Fyra spelare deltog i över 40 av lagets ligamatcher under säsongen, Ross McCormack, som deltog i samtliga 46 ligamatcher, samt Jason Pearce (45), Tom Lees (41) och Rodolph Austin (40).
Klubben hade fortsatta ekonomiska problem vilket klargjordes av det finansiella resultatet för säsongen som redovisade en förlust för verksamhetsåret på 10,5 miljoner kronor (£9,5 miljoner), vilket var betydligt sämre än föregående säsong.

## Ekonomi
Klubben gjorde ett sämre finansiellt resultat säsongen 2012/2013 än säsongen innan enligt den rapport de offentliggjorde den 8 april 2014.
Föregående års vinst utbyttes till en avsevärd förlust för säsongen 2012/2013 (räkenskapsåret som slutade mars 2014). Den totala förlusten uppgick till 10,5 miljoner kronor (£9,5 miljoner) att jämföras med en vinst på 0,5 miljoner kronor året innan.
| Leeds United Football Club Limited       | 2013           | 2012           | 2011           | 2010           | I SEK (2013)                                           |
| ---------------------------------------- | -------------- | -------------- | -------------- | -------------- | ------------------------------------------------------ |
| Intäkter                                 |                | £31 miljoner   | £32,7 miljoner | £27,4 miljoner |                                                        |
| Total Vinst/Förlust(-)                   | -£9,5 miljoner | £0,3 miljoner  | £3,5 miljoner  | £2,0 miljoner  | Förlusten motsvarar ungefär 10,5 miljoner kronor (SEK) |
| Varav vinst från Operationell verksamhet |                | -£3,3 miljoner | £0,9 miljoner  | -£1,7 miljoner |                                                        |

## Ligatabell 2013/2014
Leeds placering i Championship sluttabell säsongen 2013/2014.
| Nr | Lag                    | S  | V  | O  | F  | GM | IM | MS  | P  |
| -- | ---------------------- | -- | -- | -- | -- | -- | -- | --- | -- |
| 13 | Watford FC             | 46 | 15 | 15 | 16 | 74 | 64 | +10 | 60 |
| 14 | Bolton Wanderers FC    | 46 | 14 | 17 | 15 | 59 | 60 | −1  | 59 |
| 15 | Leeds United AFC       | 46 | 16 | 9  | 21 | 59 | 67 | −8  | 57 |
| 16 | Sheffield Wednesday FC | 46 | 13 | 14 | 19 | 63 | 65 | −2  | 53 |
| 17 | Huddersfield Town AFC  | 46 | 14 | 11 | 21 | 58 | 65 | −7  | 53 |

|  | The Championship mästare och kvalificerade till Premier League säsongen 2014-2015. |
|  | Direktkvalificerade till Premier League säsongen 2014-2015.                        |
|  | Kvalificerade för playoff till Premier League säsongen 2014-2015.                  |

## Säsongssummering 2013/2014

### Maj 2013
Den 3 maj meddelade klubben att de inte kommer att förlänga kontrakten med 10 spelare vars kontrakt går ut under maj månad. De tio är Leigh Bromby, Paul Connolly, Davide Somma, Patrick Kisnorbo, Paul Rachubka, Mouhamadou Habib Habibou, Monty Gimpel, Sanchez Payne, Patrick Antelmi och Jordan Snodin. Leigh Bromby och Davide Somma, båda långtidsskadade, kommer dock att stanna kvar i klubben, Bromby som tränare i Leeds fotbollsakademi och Somma i ett rehabiliteringsprogram med målet att försöka ta en plats i truppen till kommande  säsong.

### Juni 2013
Säsongens första nyförvärv presenterades den 10 juni i anfallaren Matt Smith som kontrakterades på två år efter att ha släppts som free agent av Oldham. Försäsongsträningen inför den nya säsongen började den 27 juni.

### Juli 2013
Den 1 juli tog Salah Nooruddin över ordförandeskapet klubben efter Ken Bates, samtidigt blev David Haigh ny verkställande direktör.
Den 26 juli meddelade klubben att Ken Bates inte längre har några uppdrag i Leeds United. Bates som efter åtta år som ägare och ordförande, lämnade ordförandeskapet den 1 juli 2013 för att bli klubbpresident, men redan efter några veckor lämnade han presidentskapet och därmed sitt sista uppdrag i klubben.
I början av juli presenterade klubbens ytterligare två nyförvärv i form av mittfältaren Luke Murphy som köpts från Crewe Alexandra FC och kontrakterades på tre år samt anfallaren Noel Hunt från Reading som kontrakterats på två år.
Leeds spelade och vann sin första träningsmatch mot Farsley Celtic med 5-0 den 6 juli och reste därefter till Slovenien för ett träningsläger där de vann den första av tre planerade träningsmatcher med 3-1 mot en slovensk kombination den 10 juli följt av två förluster. Totalt spelade laget sju träningsmatcher under försäsongen vilka resulterade i tre vinster och fyra förluster.

### Augusti 2013
Leeds inledde ligaspelet den 3 augusti med en 2-1-vinst hemma mot Brighton efter att ha legat under med 0-1. Segermålet gjordes av debuterande Luke Murphy i matchen 94:e minut. Premiärvinsten följdes av en 2-1-vinst hemma mot Chesterfield i ligacupens första omgång. Den 21 augusti meddelade klubben att Scott Wootton från Manchester United blev det fjärde nyförvärvet för säsongen. Wootton debuterade i ligacup-matchen mot Doncaster där han gjorde matchen första mål i en match som Leeds vann med 3-1. I den sjunde tävlingsmatchen för säsongen kom den första förlusten då laget förlorade hemma mot Queens Park Rangers med 0-1. Månadens ligafacit blev 2 vinster, 2 oavgjorda och en förlust vilket resulterade i en 10:e plats i tabellen vid månadens slut.

### September 2013
Efter den lovande säsongsstarten blev september månads resultat betydligt sämre med enbart en vinst och tre förluster i ligan. I ligacupen blev det som väntat en förlust mot Premier League-laget Newcastle med 0-2.
Vid månandens slut låg Leeds på en 15:e plats i tabellen.

### Oktober 2013
En månad med blandat resultat, Leeds vann sina två hemmamatcher och förlorade sina två bortamatcher, vid månadens slut låg leeds på 9:e plats i tabellen. Två nya spelare kontrakterades till klubben, Dexter Blackstock från Nottingham Forest lånades i på tre månanader samt Marius Žaliūkas en free agent som kontrakterades till slutet av säsongen. Blackstock debuterade som inhoppare mot Huddersfield och gjorde mål efter att ha varit på planen en minut.

### November 2013
Leeds inledde november månad med tre raka vinster, det var första gången under säsongen de lyckats vinna två matcher i följd. I segermatchen mot Charlton Athletic den 9 november gjorde Ross McCormack Leeds samtliga fyra mål, vilket innebar att han total gjort 11 ligamål under säsongen. Månadens facit blev tre vinster och en förlust vilket resulterade i en åttonde plats i tabellen vid månadens slut.
Den 30 november meddelade klubbens ägare GFH Capital att de har ufärdat exklusivitet till en potentiell ny investerare inför  transferfönstret i januari. De två parterna förhandlar om ett aktieköpavtal för 75% av aktierna där GFH Capital dock kommer att behålla en betydande aktiepost i klubben vilket gör att ordföranden Salah Nooruddin samt VD David Haigh kommer att behålla sina poster.

### December 2013
Leeds besegrade Wigan med 2-0 efter två mål av McCormack och spelade fem ligamatcher i följd utan förlust. De avslutade dock månaden med en förlust borta mot Nottingham Forest vilket resulterade i en sjunde plats i tabellen.
Den 31 december meddelade klubben att de förlängt kontraktet med mittbacken Marius Žaliūkas till slutet av säsongen 2014/2015.

### Januari 2014
Januari månad kom att bli en av de värsta i klubbens historia. Leeds inledde det nya året med att i ligan förlora på hemmaplan mot Blackburn med 1-2 för att sedan överraskande förlora sin första match i FA-cupen mot League Two-laget Rochdale på bortaplan med 0-2 och var därmed utslagna. I matchen därefter inkasserade Leeds sin största ligaförlust på 55 år då de förlorade derbyt mot Sheffield Wednesday med 0-6.
Efter de lovande resultaten i december blev januari en besvikelse för klubbens supportrar. Vid månadens slut hade laget enbart mäktat ta en av femton möjliga poäng i ligan och är mitt i en negativ trend där laget inte vunnit någon av sina åtta senaste tävlingsmatcher. Den 30 januari kom även beskedet om ytterligare bakslag för klubbens supportrar då det blev offentligt att det tilltänkta avtalet med nya investerarna Sport Capital kollapsat. Dagen efter meddelade klubben att managern Brian McDermott blivit avskedad i och med att klubben är nära ett avtal med en ny ägare i Massimo Cellino för att dagen efter dementera uppdgiften.
Med uteblivna nya investeringar blev klubbens nyförvärv under januari transferfönster ännu en gång inte vad som förväntats. Antalet nya spelare stannade vid två då Leeds skrev kontrakt med anfallarna Cameron Stewart och Jimmy Kébé. Stewart inledningsvis på tre månaders lån som därefter övergår i ett treårskontrakt. Kébé inledningsvis på lån till säsongens slut, därefter med en option till ett treårskontrakt.

### Februari 2014
En händelserik månad som inleddes på bästa möjliga sätt med en 5-1-vinst på hemmaplan mot Huddersfield.
den 8 februari meddelade GFH Capital att de träffat ett avtal med Massimo Cellino, ägare av den italienska fotbollsklubben Cagliari Calcio, angående ett köp av 75% av aktiekapitalet, där GFH Captial behåller de resterande 25% och därmed ordförandeposten i klubben. Det nya ägaren, Cellino, måste dock godkännas av ligaföreningen innan köpet kan träda i kraft.
På transfermarknaden skrev Leeds låneavtal till slutet av säsongen med två nya spelare, målvakten Jack Butland samt anfallaren Connor Wickham. Samtidigt lånades två spelare ut Paul Green och Luke Varney.
Månadens resultat blev två vinster, en oavgjord samt en förlorad match vilket resulterade i en elfteplats i tabellen.

### Mars 2014
Månaden präglades mer av händelser vid sidan av än på planen, med den utdragna affären om ett eventuellt uppköp av klubben i fokus. Det avtal som klubben träffat med Massimo Cellino och hans bolag Eleanora Sport, inväntar ligaföreningens godkännande av Cellino som ägare.
Den 24 mars meddelade ligaföreningen att de diskvalificerar Massimo Cellino som ägare på grund av en fällande dom för skattebrott i Italien och därmed inte uppfyllde dess ägarkrav. 
Den 27 mars överklagade Cellino beslutet.
Fotbollsmässigt resulterade månaden i en vinst, en oavgjord och fem förluster.

### April 2014
Den 5 april ger en opartisk instans, Queen's Counsel, Cellino rätt och upphäver ligaföreningens diskvalificering. Därmed kunde Cellino godkännas som ägare och köpet av klubben kunde fullbordas. Den 10 april godkände slutligen ligaföreningen Cellinos övertagande av Leeds United AFC.
Därmed köpte Cellinos bolag Eleanora Sport 75% av aktiekapitalet i klubben från GFH Capital som tillsammans med andra investerare äger de återstående 25%. Cellino blev President i klubben med David Haigh som CEO. Den 11 april meddelas att David Haigh på egen begäran avgått som CEO.
Under månaden meddelade dessutom klubben att verksamheten har gått med £9,5 miljoner i förlust under det finansiella året 2012-13.
Fotbollsmässigt lyckades Leeds stoppa en negativ trend med åtta förluster på nio raka ligamatcher. April resulterade i tre vinster och fyra förluster vilket gav en femtonde plats i tabellen inför den avslutande ligamatchen. 

### Maj 2014
Leeds avslutade ligaspelet med att spela oavgjort, 1-1, hemma mot Derby, och satte därmed stopp på en tio matchers lång förlustrad mot Derby. Det resulterade i en slutlig 15:e plats i tabellen med 16 vinster, 9 oavgjorda och 21 förluster samt 57 poäng, vilket var klubbens sämsta placering sedan återkomsten i Championship säsongen 2010/11.
Den 15 maj meddelades att Benito Carbone har anlitats av klubben som konsult och kommer att han en operativ roll inom teknik och fotbollsfrågor.
Dagen därpå meddelade klubben att de inte kommer att förlänga kontrakten med sju spelare i a-lagstruppen vars kontrakt gått ut. De sju är Jamie Ashdown, Michael Brown, El-Hadji Diouf, Adam Drury, Paul Green, Danny Pugh och Luke Varney. Klubben har utnyttjat en option att förlänga kontrakten med Alex Cairns och Afolabi Coker. På ungdomssidan har Charlie Taylor och Ross Killock erbjudits nya kontrakt medan kontrakten för Simon Lenighan, Nathan Turner, Lewis Turner, Richard Bryan, Smith Tiesse och Gboly Ariyibi inte förnyades.
Den 30 maj 2014 meddelade klubben att de nått en överenskommelse med managern Brian McDermott om att han därmed lämnade sitt uppdrag i klubben.

## Publik

### Publikgenomsnitt
Säsongens publikgenomsnitt per ligamatch på hemmaplan steg med 3 516 åskådare till 25 088, vilket var den näst högsta i Championship.

### Säsongsbiljetter
Nedanstående priser var ordinarie säsongsbiljettpris för en vuxen person, det vill säga biljett till samtliga hemmamatcher i ligan för Leeds Uniteds säsongen 2013/2014 och är oförändrade inför säsongen 2014/2015. Försäljningen inför den kommande säsongen kommer att påbörjas 5 maj 2014.
| Läktarsektion    | Typ   | Pris | Notering                             |
| ---------------- | ----- | ---- | ------------------------------------ |
| Norra & Södra    | Vuxen | £487 | Motsvarar ungefär 5 500 kronor (SEK) |
| Familjesektionen | Vuxen | £440 | Motsvarar ungefär 4 900 kronor (SEK) |
| Östra & Västra   | Vuxen | £587 | Motsvarar ungefär 6 600 kronor (SEK) |
| Bremner Suite    | Vuxen | £688 | Motsvarar ungefär 7 600 kronor (SEK) |

## Match och spelarstatistik 2013/2014

### Spelartruppen 2013/2014
Matchstatistiken innefattar A-lagsmatcher till och med säsongen 2013/2014.
| N  | P  | Nat.             | Namn            | Ålder | Sedan         | Matcher | Mål | Slutar    | Övergångssumma | Noter                                                     |
| -- | -- | ---------------- | --------------- | ----- | ------------- | ------- | --- | --------- | -------------- | --------------------------------------------------------- |
| 1  | MV | Irland · England | Paddy Kenny     | 35    | 2012          | 81      | 0   | 2015      | £400,000       | BBCnews                                                   |
| 2  | F  | England          | Lee Peltier     | 27    | 2012          | 75      | 1   | 2015      | £800,000       | BBCnews                                                   |
| 3  | F  | England          | Adam Drury      | 35    | 2012          | 18      | 0   | 2014      | Free           | BBC news                                                  |
| 4  | F  | England          | Tom Lees        | 23    | 2008          | 135     | 4   | 2016      | Ungdomssystem  | BBC news                                                  |
| 5  | F  | England          | Jason Pearce    | 26    | 2012          | 90      | 2   | 2016      | £500,000       | BBC news                                                  |
| 6  | MF | England          | Luke Murphy     | 24    | 2013          | 40      | 3   | 2016      | £1,000,000     | BBCnews                                                   |
| 7  | MF | Irland · England | Paul Green      | 31    | 2012          | 46      | 4   | 2014      | Free           | BBC news                                                  |
| 8  | MF | Jamaica          | Rodolph Austin  | 28    | 2012          | 82      | 7   | 2015      | £300,000       | BBC news                                                  |
| 9  | A  | Wales · England  | Steve Morison   | 30    | 2013 (Vinter) | 16      | 3   | 2016      | Byte           | LUFC news                                                 |
| 10 | A  | Irland           | Noel Hunt       | 31    | 2013          | 20      | 0   | 2015      | Free           | BBCnews                                                   |
| 11 | A  | England          | Luke Varney     | 31    | 2012          | 50      | 8   | 2014      | £300,000       | BBCnews                                                   |
| 12 | MV | England          | Jamie Ashdown   | 31    | 2012          | 8       | 0   | 2014      | Free           | BBCnews                                                   |
| 14 | MF | Irland · England | Aidan White     | 22    | 2008          | 110     | 2   | 2015      | Ungdomssystem  | LUFC news                                                 |
| 15 | F  | England          | Stephen Warnock | 32    | 2013 (Vinter) | 45      | 2   | 2015      | Free           | BBCnews                                                   |
| 16 | MF | England          | Danny Pugh      | 31    | 2011 2004     | 119 1   | 10  | 2014 2006 | £500,000 Byte  | DailyMailnews                                             |
| 17 | MF | England          | Michael Brown   | 37    | 2011          | 79      | 3   | 2014      | Free           | BBCnews                                                   |
| 18 | MF | England          | Michael Tonge   | 31    | 2012          | 64      | 5   | 2015      | £200,000       | BBCnews                                                   |
| 19 | MF | England          | David Norris    | 33    | 2012          | 35      | 4   | 2015      | Free           | BBCnews                                                   |
| 20 | A  | England          | Matt Smith      | 24    | 2013          | 43      | 13  | 2015      | Free           | BBCnews                                                   |
| 21 | A  | Senegal          | El Hadji Diouf  | 33    | 2012          | 52      | 7   | 2014      | Free           | BBCnews                                                   |
| 22 | F  | England          | Scott Wootton   | 22    | 2013          | 23      | 1   | 2016      | £1,000,000     | LUFC news                                                 |
| 23 | MF | England          | Zac Thompson    | 21    | 2011 (Vinter) | 12      | 0   | 2015      | Free           | BBC news                                                  |
| 24 | F  | Litauen          | Marius Žaliūkas | 30    | 2013          | 16      | 0   | 2015      | Free           | LUFC news                                                 |
| 25 | F  | England          | Samuel Byram    | 20    | 2012          | 80      | 4   | 2016      | Ungdomssystem  | BBCnews                                                   |
| 26 | A  | England          | Dominic Poleon  | 20    | 2012          | 31      | 4   | 2015      | Ungdomssystem  | BBCnews                                                   |
| 27 | MF | USA              | Gboly Ariyibi   | 19    | 2013          | 2       | 0   | 2014      | Free           | Skynews                                                   |
| 28 | MF | England          | Cameron Stewart | 23    | 2014 (Vinter) | 11      | 0   | 2014 2017 | Free           | På lån från Hull City Kontrakterad från och med juli 2014 |
| 29 | MF | England          | Simon Lenighan  | 19    | 2012          | 0       | 0   | 2014      | Ungdomssystem  | LUFC news                                                 |
| 30 | MV | England          | Jack Butland    | 21    | 2014 (Vinter) | 16      | 0   | 2014      | N/A            | LUFC news                                                 |
| 31 | F  | England          | Charlie Taylor  | 20    | 2011          | 4       | 0   | 2014      | Ungdomssystem  | LUFC news                                                 |
| 32 | MF | Wales · England  | Chris Dawson    | 19    | 2012          | 1       | 0   | 2016      | Ungdomssystem  | LUFC news                                                 |
| 33 | MV | England          | Alex Cairns     | 21    | 2011          | 1       | 0   | 2014      | Ungdomssystem  | BBCnews                                                   |
| 34 | F  | England          | Ross Killock    | 19    | 2012          | 0       | 0   | 2014      | Ungdomssystem  |                                                           |
| 36 | MF | England          | Alex Mowatt     | 19    | 2013          | 31      | 1   | 2017      | Ungdomssystem  | BBCnews                                                   |
| 37 | A  | England          | Lewis Walters   | 19    | 2013          | 0       | 0   | 2015      | Ungdomssystem  |                                                           |
| 44 | A  | Skottland        | Ross McCormack  | 27    | 2010          | 157     | 58  | 2017      | £350,000       | Lagkapten, LUFC news                                      |

Senast uppdaterad: 3 maj 2014
Källa: http://www.leedsunited.com/match-all-players
Sorterad efter Tröj nummer.

Ovanstående tröjnummer (Nr) är de av klubben aviserade inför säsongstarten. Övrig spelarstatistik innefattar enbart tävlingsmatcher i ligan (inklusive slutspel), FA-cupen, Ligacupen och Football League Trophy för Leeds och är uppdaterad till och med 3 maj 2014 (det vill säga, sista matchen från senaste säsong). Landslagsmeriter = innefattar enbart den högsta nivå spelaren representerat sitt land. Matcher = det totala antal matcher som spelaren medverkat i dvs spelat från start eller blivit inbytt. Mål innefattar mål i samtliga turneringar. Fri = spelaren var en Free agent, Lån = spelaren har temporärt lånats in från en annan klubb, Ungdom= spelare som avancerat från klubbens egen ungdomsverksamhet. Positioner: A = Anfallsspelare, MV = Fotbollsmålvakt, MF = Mittfältare, F = Försvarsspelare.

1Pugh spelade 50 matcher och gjorde 6 mål under sin första sejour i klubben

### Matcher och mål under säsongen 2013/2014
Nedanstående tabell innefattar enbart matcher och mål från säsongen 2013/2014.
| 1                                                                                                   | Irland              | MV | Paddy Kenny       | 34 | 0  | 30+0  | 0  | 1+0 | 0 | 3+0 | 0 |
| 4                                                                                                   | England             | F  | Tom Lees          | 42 | 0  | 40+1  | 0  | 0+0 | 0 | 1+0 | 0 |
| 5                                                                                                   | England             | F  | Jason Pearce      | 49 | 2  | 45+0  | 2  | 1+0 | 0 | 3+0 | 0 |
| 6                                                                                                   | England             | MF | Luke Murphy       | 40 | 3  | 37+0  | 3  | 1+0 | 0 | 0+2 | 0 |
| 8                                                                                                   | Jamaica             | MF | Rodolph Austin    | 43 | 3  | 40+0  | 3  | 1+0 | 0 | 2+0 | 0 |
| 10                                                                                                  | Irland              | A  | Noel Hunt         | 20 | 0  | 13+6  | 0  | 0+1 | 0 | 0+0 | 0 |
| 12                                                                                                  | England             | MV | Jamie Ashdown     | 0  | 0  | 0+0   | 0  | 0+0 | 0 | 0+0 | 0 |
| 14                                                                                                  | Irland              | MF | Aidan White       | 11 | 0  | 2+7   | 0  | 0+0 | 0 | 1+1 | 0 |
| 15                                                                                                  | England             | F  | Stephen Warnock   | 28 | 1  | 27+0  | 1  | 0+0 | 0 | 1+0 | 0 |
| 16                                                                                                  | England             | MF | Danny Pugh        | 21 | 2  | 19+1  | 2  | 1+0 | 0 | 0+0 | 0 |
| 17                                                                                                  | England             | MF | Michael Brown     | 19 | 1  | 12+6  | 0  | 0+0 | 0 | 1+0 | 1 |
| 18                                                                                                  | England             | MF | Michael Tonge     | 24 | 0  | 15+7  | 0  | 0+0 | 0 | 2+0 | 0 |
| 19                                                                                                  | England             | MF | David Norris      | 1  | 0  | 0+0   | 0  | 0+0 | 0 | 1+0 | 0 |
| 20                                                                                                  | England             | A  | Matt Smith        | 43 | 13 | 20+19 | 12 | 1+0 | 0 | 3+0 | 1 |
| 21                                                                                                  | Senegal             | A  | El Hadji Diouf    | 7  | 0  | 2+4   | 0  | 0+0 | 0 | 0+1 | 0 |
| 22                                                                                                  | England             | F  | Scott Wootton     | 23 | 1  | 19+1  | 0  | 1+0 | 0 | 2+0 | 1 |
| 23                                                                                                  | England             | MF | Zac Thompson      | 1  | 0  | 0+0   | 0  | 0+0 | 0 | 1+0 | 0 |
| 24                                                                                                  | Litauen             | F  | Marius Žaliūkas   | 16 | 0  | 13+2  | 0  | 1+0 | 0 | 0+0 | 0 |
| 25                                                                                                  | England             | F  | Samuel Byram      | 27 | 0  | 17+8  | 0  | 1+0 | 0 | 1+0 | 0 |
| 26                                                                                                  | England             | A  | Dominic Poleon    | 23 | 2  | 2+17  | 1  | 0+1 | 0 | 3+0 | 1 |
| 28                                                                                                  | England             | MF | Cameron Stewart   | 11 | 0  | 9+2   | 0  | 0+0 | 0 | 0+0 | 0 |
| 29                                                                                                  | England             | MF | Simon Lenighan    | 0  | 0  | 0+0   | 0  | 0+0 | 0 | 0+0 | 0 |
| 32                                                                                                  | Wales               | MF | Chris Dawson      | 0  | 0  | 0+0   | 0  | 0+0 | 0 | 0+0 | 0 |
| 33                                                                                                  | England             | MV | Alex Cairns       | 0  | 0  | 0+0   | 0  | 0+0 | 0 | 0+0 | 0 |
| 34                                                                                                  | England             | F  | Ross Killock      | 0  | 0  | 0+0   | 0  | 0+0 | 0 | 0+0 | 0 |
| 36                                                                                                  | England             | MF | Alex Mowatt       | 31 | 1  | 24+5  | 1  | 0+0 | 0 | 2+0 | 0 |
| 37                                                                                                  | England             | MF | Lewis Walters     | 0  | 0  | 0+0   | 0  | 0+0 | 0 | 0+0 | 0 |
| 44                                                                                                  | Skottland           | A  | Ross McCormack    | 50 | 29 | 46+0  | 28 | 1+0 | 0 | 2+1 | 1 |
| Spelare som var utlånade vid säsongsavslutningen:                                                   |                     |    |                   |    |    |       |    |     |   |     |   |
| 2                                                                                                   | England             | F  | Lee Peltier       | 27 | 1  | 23+2  | 1  | 1+0 | 0 | 1+0 | 0 |
| 3                                                                                                   | England             | F  | Adam Drury        | 3  | 0  | 0+1   | 0  | 0+0 | 0 | 2+0 | 0 |
| 7                                                                                                   | Irland              | MF | Paul Green        | 10 | 0  | 7+2   | 0  | 0+0 | 0 | 1+0 | 0 |
| 9                                                                                                   | Wales               | A  | Steve Morison     | 0  | 0  | 0+0   | 0  | 0+0 | 0 | 0+0 | 0 |
| 11                                                                                                  | England             | A  | Luke Varney       | 11 | 2  | 11+0  | 2  | 0+0 | 0 | 0+0 | 0 |
| 27                                                                                                  | USA                 | MF | Gboly Ariyibi     | 2  | 0  | 0+2   | 0  | 0+0 | 0 | 0+0 | 0 |
| 31                                                                                                  | England             | F  | Charlie Taylor    | 0  | 0  | 0+0   | 0  | 0+0 | 0 | 0+0 | 0 |
| Tillfälligt inlånade spelare samt spelare som deltagit under del av säsongen men nu lämnat klubben: |                     |    |                   |    |    |       |    |     |   |     |   |
| 9                                                                                                   | Antigua och Barbuda | A  | Dexter Blackstock | 4  | 1  | 2+2   | 1  | 0+0 | 0 | 0+0 | 0 |
| 9                                                                                                   | England             | A  | Connor Wickham    | 5  | 0  | 5+0   | 0  | 0+0 | 0 | 0+0 | 0 |
| 30                                                                                                  | England             | MV | Jack Butland      | 16 | 0  | 16+0  | 0  | 0+0 | 0 | 0+0 | 0 |
| 30                                                                                                  | England             | MF | Ryan Hall         | 0  | 0  | 0+0   | 0  | 0+0 | 0 | 0+0 | 0 |
| 38                                                                                                  | Mali                | MF | Jimmy Kébé        | 9  | 1  | 9+0   | 1  | 0+0 | 0 | 0+0 | 0 |

Uppdaterad till och med 3 maj 2014.

### Laguppställningar
Exempel på lagupställningar som använts under säsongen.
| Säsongens 1:a ligamatch mot Brighton (h): 10Hunt (67) 11Varney (82) 44McCormack18Tonge 6Murphy7Green 15Warnock (80)5Pearce 4Lees2Peltier 1Kenny Avbytare: Ashdown, Drury (80), White, Smith (82), Brown, Norris och Poleon (67). | 14:e ligamatchen mot Yeovil (h) 20Smith(58) 44McCormack 15Warnock(41)6Murphy 36Mowatt 8Austin2Peltier 5Pearce 22Wootton 4Lees 1Kenny Avbytare: Blackstock(58), Varney, Brown, Tonge, Diouf, Zaliukas(41) och Cairns. | 22:a ligamatchen mot Blackpool (b) 20Smith 44McCormack 16Pugh17Brown 8Austin 18Tonge2Peltier 5Pearce 24Žaliūkas 4Lees 1Kenny Avbytare: Cairns, Wootton, Warnock, Byram, Ariyibi, Poleon och Varney. | 28:e ligamatchen mot Hudds (h) 28Stewart 44McCormack 38Kébé 36Mowatt (87) 8Austin (90) 6Murphy 15Warnock5Pearce 4Lees25Byram 1Kenny Avbytare: Cairns, Peltier, Wootton, Poleon, Hunt, Tonge (87) och Brown (90). | 46:e ligamatchen mot Derby (h) 44McCormack 20Smith 6Murphy (46) 17Brown 18Tonge 16Pugh5Pearce 22Wootton 4Lees8Austin 30Butland Avbytare: Cairns, Dawson, Hunt, Poleon, Thompson, Walters och White (46). |

### Ledande målskyttar
Leeds interna skytteliga.
| Namn           | Nr | Nat       | Pos | Mål Ligan | Mål FA-cupen | Mål Ligacupen | Mål Totalt | Notering |
| -------------- | -- | --------- | --- | --------- | ------------ | ------------- | ---------- | -------- |
| Ross McCormack | 44 | Skottland | A   | 28        | 0            | 01            | 29         |          |
| Matt Smith     | 20 | England   | A   | 12        | 0            | 01            | 13         |          |
| Rodolph Austin | 8  | Jamaica   | MF  | 03        | 0            | 0             | 03         |          |
| Luke Murphy    | 6  | England   | MF  | 03        | 0            | 0             | 03         |          |
| Luke Varney    | 11 | England   | A   | 02        | 0            | 0             | 02         |          |
| Jason Pearce   | 5  | England   | F   | 02        | 0            | 0             | 02         |          |
| Dominic Poleon | 26 | England   | A   | 01        | 0            | 01            | 02         |          |

Innefattar enbart tävlingsmatcher under innevarande säsong 2013/20143. 

## Utmärkelser

### Leeds Uniteds interna utmärkelser
Den 3 maj delade klubben ut följande priser för spelarnas prestationer säsongen 2013/14.
- Årets spelare: Ross McCormack
- Spelarnas val till Årets spelare: Ross McCormack
- Årets unge spelare: Alex Mowatt
- Årets mål: Ross McCormack (mot Sheffield Wednesday i ligan den 17 aug 2013)
- Snabbaste spelmålet: Matt Smith (mot Huddersfield i ligan den 26 okt 2013)
- Utmärkelse för Främsta samhällsbidrag: Matt Smith

## Spelartransaktioner inför och under säsongen 2013/2014

### Spelare vars kontrakt inte förlängdes
Efter avslutad säsong i maj 2014 meddelade klubben att följande spelares kontrakt inte förlängdes och att de därmed lämnade klubben.
| Nr | Namn           | Nat     | Landslagsmeriter | Pos | Ålder | Sedan     | Matcher | Mål | T.o.m.    | Transfer | Notering      |
| -- | -------------- | ------- | ---------------- | --- | ----- | --------- | ------- | --- | --------- | -------- | ------------- |
| 3  | Adam Drury     | England |                  | F   | 46    | 2012      | 018     | 0   | 2014      | Fri      | BBC news      |
| 7  | Paul Green     | England | Irland           | MF  | 42    | 2012      | 046     | 04  | 2014      | Fri      | BBC news      |
| 11 | Luke Varney    | England |                  | MF  | 42    | 2012      | 050     | 08  | 2014      | £500k    | BBCnews       |
| 12 | Jamie Ashdown  | England |                  | MV  | 44    | 2012      | 08      | 0   | 2014      | Fri      | BBCnews       |
| 16 | Danny Pugh     | England |                  | MF  | 42    | 2004 2011 | 119     | 10  | 2006 2014 | Okänd    | DailyMailnews |
| 17 | Michael Brown  | England | England U21      | MF  | 48    | 2011      | 079     | 03  | 2014      | Fri      | BBCnews       |
| 21 | El-Hadji Diouf | Senegal | Senegal          | A   | 44    | 2012      | 052     | 07  | 2014      | Fri      | BBCnews       |
| 27 | Gboly Ariyibi  | USA     |                  | A   | 30    | 2013      | 02      | 0   | 2014      | Fri      | Skynews       |

### Nya spelare som köpts eller kontrakteras inför eller under säsongen
| Namn            | Status     | Nat     | Pos | Nr | Ålder | Från                | Fönster     | T.o.m.     | Summa | Källa/Notering |
| --------------- | ---------- | ------- | --- | -- | ----- | ------------------- | ----------- | ---------- | ----- | -------------- |
| Matt Smith      | Free agent | England | A   | 20 | 36    | Oldham Athletic     | Sommar 2013 | 2015       | Fri   | LUFCnews       |
| Luke Murphy     | Köp        | England | MF  | 6  | 35    | Crewe Alexandra     | Sommar 2013 | 2016       | £1M   | LUFC news      |
| Noel Hunt       | Free agent | Irland  | A   | 10 | 42    | Reading             | Sommar 2013 | 2015       | Fri   | LUFC news      |
| Scott Wootton   | Köp        | England | F   | 22 | 33    | Manchester United   | Sommar 2013 | 2016       | Okänd | LUFC news      |
| Marius Žaliūkas | Free agent | Litauen | F   | 24 | 41    | Heart of Midlothian | Okt 2013    | 2015       | Fri   | LUFC news      |
| Gholy Ariyibi   | Free agent | USA     | A   | 27 | 30    |                     | 12 dec 2013 | 3 maj 2014 | Fri   | Skynews        |
| Cameron Stewart | Köp        | England | A   | 28 | 34    | Hull                | 2014        | 2017       | Okänd | LUFCnews       |

### Spelare som lämnade under säsongen
| Nr | Namn      | Nat     | Pos | Ålder | Sedan | Matcher | Mål | Lämnade  | Transfer | Källa/Notering |
| -- | --------- | ------- | --- | ----- | ----- | ------- | --- | -------- | -------- | -------------- |
| 30 | Ryan Hall | England | A   | 37    | 2012  | 09      | 0   | Nov 2013 | £150K    | LUFC news      |

### Spelare som lånades IN under säsongen
| Namn              | Nat     | Pos | Nr | Ålder | Från              | Fr.o.m      | T.o.m.      | Källa/Notering |
| ----------------- | ------- | --- | -- | ----- | ----------------- | ----------- | ----------- | --- |
| Dexter Blackstock | England | A   | 9  | 40    | Nottingham Forest | 24 okt 2013 | 13 dec 2013 | ”LUFCnews” (på engelska). www.leedsunited.com. 24 okt 2013. http://www.leedsunited.com/news/article/1plqb58zaa89h1o3ab7k4j4hpj/title/dexters-exciting-challenge. |
| Cameron Stewart   | England | A   | 28 | 34    | Hull              | 9 jan 2014  | 12 apr 2014 | LUFCnews |
| Jimmy Kébé        | Mali    | A   | 38 | 41    | Crystal Palace    | 10 jan 2014 | maj 2014    | LUFC news |
| Jack Butland      | England | MV  | 30 | 32    | Stoke City        | 21 feb 2014 | maj 2014    | LUFC news |
| Connor Wickham    | England | A   | 9  | 32    | Sunderlamd        | 26 feb 2014 | 24 mar 2014 | LUFCnews |

### Spelare som lånades UT under säsongen
| Namn           | Nat              | Pos | Nr | Ålder | Till             | Fr.o.m   | T.o.m.     | Källa/Notering |
| -------------- | ---------------- | --- | -- | ----- | ---------------- | -------- | ---------- | --- |
| Paul Green     | England          | MF  | 7  | 42    | Ipswich          | feb 2014 | maj 2014   | ”LUFCnews” (på engelska). www.bbc.co.uk. 9 februari 2014. http://www.leedsunited.com/news/article/742isyxsznfa1uq9xy1ym7er3/title/green-joins-ipswich. Läst 9 februari 2014.        |
| Steve Morison  | Wales            | A   | 9  | 41    | Millwall         | jul 2013 | maj 2014   | BBCnews |
| Luke Varney    | England          | MF  | 11 | 42    | Blackburn        | feb 2014 | Maj 2014   | ”LUFCnews” (på engelska). www.bbc.co.uk. 9 februari 2014. http://www.leedsunited.com/news/article/17gml8c1z395x1p5zorfoszbkk/title/striker-in-blackburn-move. Läst 9 februari 2014. |
| Aidan White    | England · Irland | F   | 14 | 33    | Sheffield United | okt 2013 | 1 jan 2014 | ”LUFCnews” (på engelska). www.leedsunited.com. 29 okt 2013. http://www.leedsunited.com/news/article/enjuzxh1bsx01ja7dnsvcwv6o/title/defender-joins-blades.                          |
| Charlie Taylor | England          | F   | 31 | 31    | Fleetwood Town   | sep 2013 | maj 2014   | ”LUFCnews” (på engelska). www.leedsunited.com. 17 december 2013. http://www.leedsunited.com/news/article/1dn09xcbzrlfm1iegycslrvr0v/title/defender-extends-loan.                    |
| Lee Peltier    | England          | F   | 2  | 38    | Nottingham       | feb 2014 | maj 2014   | |

## Säsongens matchfakta

### Ligaplacering per omgång
| Omgång    | 1 | 2 | 3 | 4 | 5  | 6 | 7  | 8  | 9  | 10 | 11 | 12 | 13 | 14 | 15 | 16 | 17 | 18 | 19 | 20 | 21 | 22 | 23 | 24 | 25 | 26 | 27 | 28 | 29 | 30 | 31 | 32 | 33 | 34 | 35 | 36 | 37 | 38 | 39 | 40 | 41 | 42 | 43 | 44 | 45 | 46 |
| --------- | - | - | - | - | -- | - | -- | -- | -- | -- | -- | -- | -- | -- | -- | -- | -- | -- | -- | -- | -- | -- | -- | -- | -- | -- | -- | -- | -- | -- | -- | -- | -- | -- | -- | -- | -- | -- | -- | -- | -- | -- | -- | -- | -- | -- |
| Spelplats | H | B | H | B | H  | B | B  | H  | B  | H  | B  | H  | B  | H  | B  | H  | B  | H  | H  | B  | H  | B  | B  | H  | B  | H  | H  | H  | B  | B  | B  | B  | H  | H  | B  | H  | B  | H  | H  | B  | B  | H  | B  | H  | B  | H  |
| Resultat  | V | O | O | V | F  | V | F  | F  | F  | V  | F  | V  | F  | V  | V  | V  | F  | V  | O  | V  | O  | O  | F  | F  | F  | F  | O  | V  | V  | F  | O  | O  | F  | F  | F  | V  | F  | F  | F  | F  | F  | V  | V  | F  | V  | O  |
| Position  | 4 | 8 | 9 | 5 | 10 | 6 | 11 | 12 | 15 | 11 | 14 | 9  | 10 | 8  | 8  | 6  | 8  | 7  | 8  | 6  | 5  | 6  | 7  | 8  | 11 | 12 | 12 | 11 | 10 | 11 | 11 | 12 | 12 | 13 | 15 | 13 | 14 | 15 | 15 | 16 | 16 | 16 | 16 | 16 | 15 | 15 |

### The Championship
Leeds matchschema i Football League Championship säsongen 2013/2014.
| 1:a matchen 3 aug 2013 | Leeds United               | 2 - 1   | Brighton & Hove Albion FC | Elland Road                     |  |  |
| 16:00 (CET)            | McCormack 18′ Murphy 90+4′ | Rapport | Ulloa 13′                 | Publik: 33 432 Domare: J Adcock |  |  |
|                        |                            |         |                           |                                 |  |  |

| 2:a matchen 11 aug 2013 | Leicester City FC | 0 - 0   | Leeds United | King Power Stadium              |  |  |
| 17:30 (CET)             |                   | Rapport |              | Publik: 22 725 Domare: K Stroud |  |  |
|                         |                   |         |              |                                 |  |  |

| 3:e matchen 17 aug 2013 | Leeds United  | 1 - 1   | Sheffield Wednesday FC | Elland Road                         |  |  |
| 13:15 (CET)             | McCormack 56′ | Rapport | Zayatte 36′            | Publik: 23 766 Domare: D Whitestone |  |  |
|                         |               |         |                        |                                     |  |  |

| 4:e matchen 24 aug 2013 | Ipswich Town FC | 1 - 2   | Leeds United             | Portman Road                     |  |  |
| 16:00 (CET)             | McGoldrick 11′  | Rapport | Varney 28′ McCormack 48′ | Publik: 18 322 Domare: Mike Dean |  |  |
|                         |                 |         |                          |                                  |  |  |

| 5:e matchen 31 aug 2013 | Leeds United | 0 - 1   | Queens Park Rangers FC | Elland Road                      |  |  |
| 13:15 (CET)             |              | Rapport | Hill 75′               | Publik: 23 341 Domare: S Attwell |  |  |
|                         |              |         |                        |                                  |  |  |

| 6:e matchen 14 sep 2013 | Bolton Wanderers FC | 0 - 1   | Leeds United | Reebok Stadium                |  |  |
| 16:00 (CET)             |                     | Rapport | Varney 6′    | Publik: 19 622 Domare: D'Urso |  |  |
|                         |                     |         |              |                               |  |  |

| 7:e matchen 18 sep 2013 | Reading FC      | 1 - 0   | Leeds United | Madejski Stadium                   |  |  |
| 21:00 (CET)             | Le Fondre 90+6′ | Rapport |              | Publik: 21 167 Domare: N Swarbrick |  |  |
|                         |                 |         |              |                                    |  |  |

| 8:e matchen 21 sep 2013 | Leeds United | 1 - 2   | Burnley FC            | Elland Road                      |  |  |
| 16:00 (CET)             | Smith 79′    | Rapport | Arfield 17′ Vokes 42′ | Publik: 26 465 Domare: L Probert |  |  |
|                         |              |         |                       |                                  |  |  |

| 9:e matchen 28 sep 2013 | Millwall FC             | 2 - 0   | Leeds United | The New Den                  |  |  |
| 16:00 (CET)             | Woolford 65′ Malone 76′ | Rapport |              | Publik: 13 063 Domare: C Foy |  |  |
|                         |                         |         |              |                              |  |  |

| 10:e matchen 1 okt 2013 | Leeds United                       | 2 - 1   | AFC Bournemouth        | Elland Road                    |  |  |
| 20:45 (CET)             | McCormack 52′ Poleon 80′ McCormack | Rapport | Grabban 73′ Allsop 30' | Publik: 21 749 Domare: D Coote |  |  |
|                         |                                    |         |                        |                                |  |  |

| 11:e matchen 5 okt 2013 | Derby County FC                   | 3 - 1   | Leeds United | Pride Park Stadium                  |  |  |
| 16:00 (CET)             | Martin 20′ Russell 22′ Hughes 78′ | Rapport | Pearce 45′   | Publik: 26 204 Domare: G Eltringham |  |  |
|                         |                                   |         |              |                                     |  |  |

| 12:e matchen 20 okt 2013 | Leeds United                            | 4 - 0   | Birmingham City FC | Elland Road                      |  |  |
| 14:15 (CET)              | McCormack 18′ Austin 38′ Smith 45′, 74′ | Rapport |                    | Publik: 21 301 Domare: P Tierney |  |  |
|                          |                                         |         |                    |                                  |  |  |

| 13:e matchen 26 okt 2013 | Huddersfield Town FC              | 3 - 2   | Leeds United            | Galpharm Stadium                   |  |  |
| 13:30 (CET)              | Ward 9′ Lees 63′ (sjm.) Stead 77′ | Rapport | Smith 2′ Blackstock 73′ | Publik: 18 309 Domare: N Swarbrick |  |  |
|                          |                                   |         |                         |                                    |  |  |

| 14:e matchen 2 nov 2013 | Leeds United       | 2 - 0   | Yeovil Town FC | Elland Road                          |  |  |
| 16:00 (CET)             | McCormack 48′, 67′ | Rapport |                | Publik: 25 351 Domare: Richard Clark |  |  |
|                         |                    |         |                |                                      |  |  |

| 15:e matchen 9 nov 2013 | Charlton Athletic FC | 2 - 4   | Leeds United                          | The Valley                      |  |  |
| 16:00 (CET)             | Stewart 45′          | Rapport | McCormack 17′, 48′ (str.), 78′, 90+1′ | Publik: 17 601 Domare: K Stroud |  |  |
|                         |                      |         |                                       |                                 |  |  |

| 16:e matchen 23 nov 2013 | Leeds United             | 2 - 1   | Middlesbrough FC       | Elland Road                    |  |  |
| 16:00 (CET)              | McCormack 35′ Pearce 57′ | Rapport | Carayol 52′ Steele 43' | Publik: 30 367 Domare: P Gibbs |  |  |
|                          |                          |         |                        |                                |  |  |

| 17:e matchen 30 nov 2013 | Blackburn Rovers FC | 1 - 0   | Leeds United | Ewood Park                      |  |  |
| 16:00 (CET)              | Spurr 45+2′         | Rapport |              | Publik: 20 267 Domare: C Pawson |  |  |
|                          |                     |         |              |                                 |  |  |

| 18:e matchen 4 dec 2013 | Leeds United       | 2 - 0   | Wigan Athletic FC | Elland Road                    |  |  |
| 20:45 (CET)             | McCormack 15′, 77′ | Rapport |                   | Publik: 25 888 Domare: G Scott |  |  |
|                         |                    |         |                   |                                |  |  |

| 19:e matchen 7 dec 2013 | Leeds United                     | 3 - 3   | Watford FC                       | Elland Road                     |  |  |
| 16:00 (CET)             | Pugh 50′ Smith 56′ McCormack 79′ | Rapport | Deeney 12′, 86′ Battocchio 45+1′ | Publik: 23 445 Domare: T Keetle |  |  |
|                         |                                  |         |                                  |                                 |  |  |

| 20:e matchen 14 dec 2013 | Doncaster Rovers FC | 0 - 3   | Leeds United                       | Keepmoat Stadium                    |  |  |
| 16:00 (CET)              |                     | Rapport | Smith 19′ Austin 76′ McCormack 87′ | Publik: 12 192 Domare: G Eltringham |  |  |
|                          |                     |         |                                    |                                     |  |  |

| 21:a matchen 21 dec 2013 | Leeds United | 0 - 0   | Barnsley FC | Elland Road                     |  |  |
| 16:00 (CET)              |              | Rapport | Tudgay 84'  | Publik: 31 031 Domare: K Stroud |  |  |
|                          |              |         |             |                                 |  |  |

| 22:a matchen 26 dec 2013 | Blackpool FC           | 1 - 1   | Leeds United | Bloomfield Road                    |  |  |
| 18:15 (CET)              | Ince 65′ Broadfoot 90' | Rapport | Peltier 25′  | Publik: 15 552 Domare: S Mathieson |  |  |
|                          |                        |         |              |                                    |  |  |

| 23:e matchen 29 dec 2013 | Nottingham Forest FC       | 2 - 1   | Leeds United  | City Ground                        |  |  |
| 18:00 (CET)              | Halford 23′ Derbyshire 84′ | Rapport | McCormack 83′ | Publik: 26 854 Domare: J Linington |  |  |
|                          |                            |         |               |                                    |  |  |

| 24:e matchen 1 jan 2014 | Leeds United | 1 - 2   | Blackburn Rovers FC    | Elland Road                     |  |  |
| 16:00 (CET)             | Smith 53′    | Rapport | Rhodes 13′ Gestede 36′ | Publik: 30 149 Domare: A Taylor |  |  |
|                         |              |         |                        |                                 |  |  |

| 25:e matchen 12 jan 2014 | Sheffield Wednesday FC                                            | 6 - 0   | Leeds United | Hillsborough Stadium             |  |  |
| 13:15 (CET)              | R Johnson 20′ Nuhiu 45′ Wickham 50′ Maguire 66′ Lavery 80′, 90+4′ | Rapport | Smith 46'    | Publik: 21 224 Domare: L Probert |  |  |
|                          |                                                                   |         |              |                                  |  |  |

| 26:e matchen 18 jan 2014 | Leeds United | 0 - 1   | Leicester City FC | Elland Road                   |  |  |
| 13:15 (CET)              |              | Rapport | Nugent 87′        | Publik: 22 678 Domare: M Dean |  |  |
|                          |              |         |                   |                               |  |  |

| 27:e matchen 28 jan 2014 | Leeds United         | 1 - 1      | Ipswich Town FC | Elland Road                       |  |  |
| 20:45 (CET)              | McCormack 63′ (str.) | [ Rapport] | McGoldrick 57′  | Publik: 20 461 Domare: David Webb |  |  |
|                          |                      |            |                 |                                   |  |  |

| 28:e matchen 1 feb 2014 | Leeds United                                  | 5 - 1   | Huddersfield Town FC | Elland Road                        |  |  |
| 16:00 (CET)             | McCormack 45+2′, 62′, 73′ Kébé 50′ Mowatt 82′ | Rapport | Alex                 | Publik: 31 103 Domare: G Salisbury |  |  |
|                         |                                               |         |                      |                                    |  |  |

| 29:e matchen 8 feb 2014 | Yeovil Town FC    | 1 - 2   | Leeds United              | Huish Park                      |  |  |
| 13:00 (CET)             | Miller 32′ Miller | Rapport | McCormack 46′ Warnock 62′ | Publik: 7 986 Domare: P Tierney |  |  |
|                         |                   |         |                           |                                 |  |  |

| 30:e matchen 11 feb 2014 | Brighton & Hove Albion FC | 1 - 0   | Leeds United | Falmer Stadium                   |  |  |
| 20:45 (CET)              | Ulloa 64′                 | Rapport |              | Publik: 27 700 Domare: D Deadman |  |  |
|                          |                           |         |              |                                  |  |  |

| 31:a matchen 22 feb 2014 | Middlesbrough FC | 0 - 0   | Leeds United | Riverside Stadium               |  |  |
| 13:15 (CET)              |                  | Rapport |              | Publik: 20 424 Domare: A Taylor |  |  |
|                          |                  |         |              |                                 |  |  |

| 32:a matchen 1 mar 2014 | Queens Park Rangers FC | 1 - 1   | Leeds United            | Loftus Road                  |  |  |
| 13:15 (CET)             | Jenas 44′              | Rapport | McCormack 14′ McCormack | Publik: 16 448 Domare: C Foy |  |  |
|                         |                        |         |                         |                              |  |  |

| 33:e matchen 8 mar 2014 | Leeds United | 1 - 5   | Bolton Wanderers FC                                       | Elland Road                   |  |  |
| 16:00 (CET)             | Smith 90+2′  | Rapport | Mason 45′ Jutkiewicz 52′ Knight 56′ Davies 72′ Moritz 89′ | Publik: 28 904 Domare: K Hill |  |  |
|                         |              |         |                                                           |                               |  |  |

| 34:e matchen 11 mar 2014 | Leeds United         | 2 - 4   | Reading FC                                            | Elland Road                       |  |  |
| 16:00 (CET)              | Smith 63′ Austin 64′ | Rapport | McCleary 25′ Drenthe 46′ Blackman 48′ Robson-Kanu 54′ | Publik: 19 915 Domare: O Langford |  |  |
|                          |                      |         |                                                       |                                   |  |  |

| 35:e matchen 15 mar 2014 | Burnley FC                    | 2 - 1   | Leeds United  | Turf Moor                       |  |  |
| 16:00 (CET)              | Pearce 38′ (sjm.) Arfield 67′ | Rapport | McCormack 27′ | Publik: 18 109 Domare: S Hooper |  |  |
|                          |                               |         |               |                                 |  |  |

| 36:e matchen 22 mar 2014 | Leeds United            | 2 - 1   | Millwall FC  | Elland Road                      |  |  |
| 16:00 (CET)              | Smith 19′ McCormack 41′ | Rapport | Campbell 72′ | Publik: 23 211 Domare: S Attwell |  |  |
|                          |                         |         |              |                                  |  |  |

| 37:e matchen 25 mar 2014 | AFC Bournemouth                     | 4 - 1   | Leeds United  | Goldsands Stadium               |  |  |
| 20:45 (CET)              | Kermorgant 2′, 51′ Grabban 18′, 28′ | Rapport | McCormack 69′ | Publik: 10 109 Domare: J Adcock |  |  |
|                          |                                     |         |               |                                 |  |  |

| 38:e matchen 29 mar 2014 | Leeds United  | 1 - 2   | Doncaster Rovers FC       | Elland Road                   |  |  |
| 16:00 (CET)              | McCormack 62′ | Rapport | Cotterill 23′ Sharp 45+1′ | Publik: 23 476 Domare: D Bond |  |  |
|                          |               |         |                           |                               |  |  |

| 39:e matchen 1 apr 2014 | Leeds United | 0 - 1   | Charlton Athletic FC | Elland Road                     |  |  |
| 16:00 (CET)             | McCormack    | Rapport | Ghoochannejhad 54′   | Publik: 17 343 Domare: S Duncan |  |  |
|                         |              |         |                      |                                 |  |  |

| 40:e matchen 5 apr 2014 | Wigan Athletic FC | 1 - 0   | Leeds United | DW Stadium                         |  |  |
| 16:00 (CET)             | Waghorn 33′       | Rapport |              | Publik: 16 443 Domare: N Swarbrick |  |  |
|                         |                   |         |              |                                    |  |  |

| 41:a matchen 8 apr 2014 | Watford FC                  | 3 - 0   | Leeds United | Vicarage Road                 |  |  |
| 20:45 (CET)             | Abdi 9′ Anya 32′ Deeney 66′ | Rapport |              | Publik: 16 212 Domare: G Ward |  |  |
|                         |                             |         |              |                               |  |  |

| 42:a matchen 12 apr 2014 | Leeds United    | 2 - 0   | Blackpool FC | Elland Road                    |  |  |
| 16:00 (CET)              | Murphy 21′, 73′ | Rapport |              | Publik: 23 416 Domare: D Coote |  |  |
|                          |                 |         |              |                                |  |  |

| 43:e matchen 19 apr 2014 | Barnsley FC | 0 - 1   | Leeds United  | Oakwell                       |  |  |
| 19:45 (CET)              |             | Rapport | McCormack 16′ | Publik: 15 190 Domare: D Webb |  |  |
|                          |             |         |               |                               |  |  |

| 44:e matchen 21 apr 2014 | Leeds United | 0 - 2   | Nottingham Forest FC | Elland Road                         |  |  |
| 16:00 (CET)              |              | Rapport | Derbyshire 2′, 16′   | Publik: 20 517 Domare: I Williamson |  |  |
|                          |              |         |                      |                                     |  |  |

| 45:e matchen 26 apr 2014 | Birmingham City FC | 1 - 3   | Leeds United                         | St Andrew's                         |  |  |
| 19:45 (CET)              | Macheda 82′        | Rapport | Smith 58′ Pugh 60′ Caddis 78′ (sjm.) | Publik: 19 861 Domare: G Eltringham |  |  |
|                          |                    |         |                                      |                                     |  |  |

| 46:e matchen 3 maj 2014 | Leeds United | 1 - 1   | Derby County FC | Elland Road                        |  |  |
| 16:00 (CET)             | Smith 50′    | Rapport | Dawkins 5′      | Publik: 29 724 Domare: J Linington |  |  |
|                         |              |         |                 |                                    |  |  |

### FA-cupen
Leeds FA-cupmatcher under säsongen.
| 3:e omgången 4 jan 2014 | Rochdale                  | 2 - 0   | Leeds United | Spotland Stadium              |  |  |
| 16:00 (CET)             | Hogan 45+2′ Henderson 84′ | Rapport |              | Publik: 8 225 Domare: M Jones |  |  |
|                         |                           |         |              |                               |  |  |

### Capital One Cup (Ligacupen)
Leeds ligacupmatcher under säsongen.
| 1:a omgången 7 aug 2013 | Leeds United         | 2 - 1   | Chesterfield FC | Elland Road    |  |  |
| 20:30 (CET)             | Brown 28′ Poleon 32′ | Rapport | Doyle 19′       | Publik: 17 466 |  |  |
|                         |                      |         |                 |                |  |  |

| 2:a omgången 27 aug 2013 | Doncaster Rovers FC | 1 - 3   | Leeds United                               | Keepmoat Stadium                   |  |  |
| 20:45 (CET)              | Paynter 63′         | Rapport | Wootton 41′ Smith 77′ McCormack 80′ (str.) | Publik: 10 890 Domare: S Mathieson |  |  |
|                          |                     |         |                                            |                                    |  |  |

| 3:e omgången 25 sep 2013 | Newcastle              | 2 - 0   | Leeds United | St James' Park                 |  |  |
| 20:45 (CET)              | Cisse 31′ Gouffran 66′ | Rapport |              | Publik: 36 220 Domare: M Jones |  |  |
|                          |                        |         |              |                                |  |  |

### Försäsongens träningsmatcher
Leeds spelade samt inplanerade träningsmatcher inför den nya säsongen.
| 1:a matchen 6 jul 2012 | Farsley Celtic AFC | 0 - 5   | Leeds United                                | Farsley, West Yorkshire      |  |  |
| 16:00 (CET)            |                    | Rapport | Poleon 4′ Smith 22′, 27′ Hunt 50′ White 62′ | Arena: Throstle Nest Publik: |  |  |
|                        |                    |         |                                             |                              |  |  |

| 2:a matchen 10 jul 2013 | Slovensk XI | 1 - 3   | Leeds United                  | Slovenien                              |  |  |
| 19:30 (CET)             | Grah 69′    | Rapport | Smith 10′ Hunt 40′ Poleon 66′ | Arena: Fazanerija City Stadium Publik: |  |  |
|                         |             |         |                               |                                        |  |  |

| 3:e matchen 13 jul 2013 | NK Domžale                | 2 - 1   | Leeds United | Slovenien                          |  |  |
| 20:45 (CET)             | player 1 79′ player 2 88′ | Rapport | Poleon 30′   | Arena: Domžale Sports Park Publik: |  |  |
|                         |                           |         |              |                                    |  |  |

| 4:e matchen 16 jul 2013 | Ferencváros TC | 1 - 0   | Leeds United | Slovenien                              |  |  |
| 18:00 (CET)             | Bode 53′       | Rapport |              | Arena: Fazanerija City Stadium Publik: |  |  |
|                         |                |         |              |                                        |  |  |

| 5:e matchen 20 jul 2013 | Walsall FC   | 1 - 0   | Leeds United | Bank's Stadium                   |  |  |
| 16:00 (CET)             | Westcarr 11′ | Rapport |              | Publik: 3 900 Domare: = Langford |  |  |
|                         |              |         |              |                                  |  |  |

| 6:e matchen 23 jul 2013 | Stevenage FC | 0 - 3   | Leeds United                | The Lamex Stadium              |  |  |
| 20:45 (CET)             |              | Rapport | Varney 71′, 76′, 80′ (str.) | Publik: 2 751 Domare: M Russel |  |  |
|                         |              |         |                             |                                |  |  |

| 7:e matchen 27 jul 2013 | Leeds United | 0 - 2   | 1. FC Nürnberg  | Elland Road                    |  |  |
| 16:00 (CET)             |              | Rapport | Ginczek 3′, 70′ | Publik: 9 455 Domare: A Haines |  |  |
|                         |              |         |                 |                                |  |  |